# Jørgen Mortensen
Jørgen Mortensen (* 1944; † 17. Oktober 2024) war ein dänischer Badmintonspieler.

## Karriere
Nach zwei Juniorentiteln gewann Jørgen Mortensen sowohl 1963 als auch 1964 die Dutch Open. 1968 holte er sich bei der Europameisterschaft Bronze. Ein Jahr später siegte er bei den German Open. 

## Sportliche Erfolge
| Saison    | Veranstaltung                                    | Disziplin    | Platz | Name                                        |
| --------- | ------------------------------------------------ | ------------ | ----- | ------------------------------------------- |
| 1959/1960 | Dänemark: Einzelmeisterschaften der Junioren U17 | Herreneinzel | 1     | Jørgen Mortensen, Amager BC                 |
| 1961/1962 | Dänemark: Einzelmeisterschaften der Junioren U19 | Herreneinzel | 1     | Jørgen Mortensen, Amager BC                 |
| 1963      | Dutch Open                                       | Herrendoppel | 1     | Henning Borch / Jørgen Mortensen            |
| 1964      | Dutch Open                                       | Herrendoppel | 1     | Henning Borch / Jørgen Mortensen            |
| 1966/1967 | Dänemark: Einzelmeisterschaften                  | Herrendoppel | 1     | Henning Borch / Jørgen Mortensen, Amager BC |
| 1968      | Europameisterschaft                              | Herreneinzel | 3     | Jørgen Mortensen                            |
| 1968      | All England                                      | Herrendoppel | 3     | Andersen / Jørgen Mortensen                 |
| 1969      | Norwegen: Internationale Meisterschaften         | Herrendoppel | 1     | Jørgen Mortensen / Klaus Kaagaard           |
| 1969      | German Open                                      | Herrendoppel | 1     | Jørgen Mortensen / Henning Borch            |
| 1970      | Norwegian International                          | Herreneinzel | 1     | Jørgen Mortensen                            |
| 1970      | Nordische Meisterschaften                        | Herreneinzel | 1     | Jørgen Mortensen                            |
| 1970/1971 | Dänemark: Einzelmeisterschaften                  | Herreneinzel | 1     | Jørgen Mortensen, Amager BC                 |
| 1975      | Schweden: Internationale Meisterschaften         | Herrendoppel | 2     | Jesper Helledie / Jørgen Mortensen          |